# Sinodolichos
Sinodolichos é um género botânico pertencente à família Fabaceae.

## Espécies
Segundo as bases de dados The Plant List e Tropicos, este género tem 8 espécies descritas, das quais 2 são aceites:
- Sinodolichos lagopus (Dunn) Verdc.
- Sinodolichos oxyphyllus (Benth.) Verd.